# Pochi and Nyaa
Pochi and Nyaa (ポチッとにゃ〜?, Pochittonya〜) è un videogioco arcade per il Neo Geo di tipo rompicapo, sviluppato da Aiky (proseguente a Compile) e pubblicato da Taito con SNK Playmore nel 2003. È stato uno degli ultimi titoli sviluppati per tale scheda hardware, nonché l'ultimo titolo Neo Geo MVS prodotto da una società terza. Nel 2004, è stato convertito su PlayStation 2 da Bandai, con diversi miglioramenti e nuovi personaggi.
Questo gioco fu annunciato nell'ambito di un'alleanza commerciale tra Compile e Taito, e la sua uscita era inizialmente prevista per metà settembre 2002, per la console arcade NAOMI. Tuttavia, subì ripetuti ritardi a causa del fallimento di Compile, fino alla sua uscita definitiva nel dicembre 2003 per Neo Geo, con la collaborazione della SNK Playmore, allora riformata, che contribuì alla pubblicazione. Un porting non ufficiale per PC della versione NAOMI cancellata è stato rilasciato dal fondatore di Compile Masamitsu Niitani nel giugno 2025.

## Trama
Nel cielo, dove vivono diverse divinità, il dio cane Pochi e il dio gatto Nyaa vegliano su una festa che si tiene ogni 1000 anni. Durante questa festa, i potenziali idoli competono tra loro, e Pochi e Nyaa scommettono sui migliori idoli per determinare quale divinità sarà viziata per i prossimi mille anni.
Prim riceve un invito da Dio che le promette un budino di zucca come ricompensa, così si unisce alla festa di Pochi e Nyaa e compete contro vari avversari. Alla fine della modalità storia, un budino gigante appare e ricopre la città.

## Modalità di gioco
Pochi and Nyaa si svolge su una coppia di griglie 7x12, dove i pezzi, chiamati Pochis e Nyaas, cadono a coppie, in modo simile a Puyo Puyo. I pezzi possono essere spostati e ruotati mentre cadono. A differenza di molti giochi di puzzle di abbinamento, il giocatore può accumulare quanti pezzi dello stesso colore desidera. Un pezzo che cade può essere trasformato in un "innesco", che eliminerà i pezzi adiacenti dello stesso colore e darà origine a una reazione a catena. Una detonazione invierà i pezzi indesiderati sulla griglia avversaria, con catene più lunghe e percorsi ramificati che aumentano la potenza dell'attacco. Come in Puyo Puyo, i pezzi indesiderati in arrivo possono essere compensati dal giocatore in difesa che innesca una catena in risposta. Un giocatore perde quando un pezzo atterra nella casella centrale in alto della propria griglia, rappresentata da un teschio. Il titolo offre una modalità storia per giocatore singolo, una modalità infinita sempre per giocatore singolo e una modalità competitiva contro un altro giocatore.